# Grand Hotel (musical)
Grand Hotel è un musical del 1989 con libretto di Luther Davis e musica e parole di Robert Wright, George Forrest e Maury Yeston. Il musical è tratto dal romanzo e dalla commedia di Vicki Baum Menschen im Hotel e dalla loro riduzione cinematografica, il film di Edmund Goulding Grand Hotel, con Greta Garbo e John Barrymore. Facevano parte del cast originale Bob Stillman, Jane Krakowski, Michael Jeter, Karen Akers e Liliane Montevecchi.